# روبرت كاستل
روبرت كاستل (بالفرنسية: Robert Castel)‏ هو عالم اجتماع وكاتب فرنسي، ولد في 27 مارس 1933 في بريست في فرنسا، وتوفي في 12 مارس 2013 في باريس في فرنسا.